# Blaise Sonnery
Blaise Sonnery (* 21. März 1985 in L’Arbresle) ist ein ehemaliger französischer Radrennfahrer.
2005 erhielt Blaise Sonnery zunächst einen Vertrag als Stagiaire beim französischen ProTeam Ag2r Prévoyance, für das er bis 2009 fuhr. Im Jahr darauf gewann er eine Etappe der Ronde de l’Isard. 2008 sowie 2009 startete er beim Giro d’Italia. 2015 beendet er seine Radsportlaufbahn.

## Erfolge
2006
- eine Etappe Ronde de l’Isard

## Grand-Tour-Platzierungen
| Grand Tour            | 2008 | 2009 |
| --------------------- | ---- | ---- |
| Giro d’ItaliaGiro     | 91   | 59   |
| Tour de FranceTour    | –    | –    |
| Vuelta a EspañaVuelta | –    | –    |

## Teams
- 2005 Ag2r Prévoyance (Stagiaire, ab 1. August)
- 2006 Ag2r Prévoyance (Stagiaire)
- 2007 Ag2r Prévoyance
- 2008 Ag2r Prévoyance
- 2009 Ag2r Prévoyance
- 2012 Bridgestone Anchor